# Kalkūnes pagasts
Kalkūnes pagasts ou la paroisse de Kalkūne est une unité administrative de Lettonie. Kalkūnes pagasts est situé dans les Hautes terres du Daugavpils novads. Il avoisine les pagasts de Sventes, Medumi et Laucesa, ainsi que la ville de Daugavpils. Le centre administratif se trouve à Kalkūni. Sa superficie est de 67,2 km2 (densité en 2005 : 38,5 hab/km2). 
Le territoire est traversé par l'affluent gauche de la Daugava, la Laucesa (29 km), et son affluent la Pakrāce. Le principal lac est celui de Svente (7,3 km2).
Lors du recensement de 2000, elle comptait 2 741 habitants (dont 48,8 % de Russes, 18,6 % de Polonais,  18,6 % de Lettons, 7,7 % de Biélorusses et 6,3 % d'autres nationalités). En 2005, la population est de 2 588 habitants (- 5,9 % en 5 ans).

## Histoire
Kalkūnes pagasts a été fondé en 1864. En 1925, il a été renommé en Laucesas pagasts. En 1945, sous occupation soviétique, ont été fondés les selsovets de Laucesa, Kalkūne, Maija et Malta. L'appellation pagasts fut officiellement supprimée en 1949. En son temps, le village de Kalkūne faisait partie de Grīvas rajons (1949-1955), Ilūkstes rajons (1955-1956) et Daugavpils  rajons (après 1956). En 1990, le village a été réorganisé en pagasts et les communes le constituant ont été rétablies. Après la réforme territoriale du 2009, le pagasts fut administrativement attaché à Daugavpils novads.